# 小田政光
小田 政光（おだ まさみつ）は、戦国時代の武将。少弐氏、龍造寺氏の家臣。

## 出自
肥前小田氏は常陸国南部を支配した小田氏の一族にあたり、常陸介・小田直光が肥前国に下り、神埼郡蓮池城に拠り、少弐氏に仕えた。少弐資元が周防国の大内氏に敗れ自刃した際には、その子・冬尚が政光の祖父・小田資光を頼って落ち延びている。

## 略歴
永正6年（1509年）、小田元光の子として誕生。のちに少弐氏が再興すると政光も仕えるが、龍造寺隆信が台頭すると佐嘉城を攻めたが、反攻してきた龍造寺氏の勢いの前に敗れ、天文22年（1553年）に臣従する。
永禄元年（1558年）、少弐氏家臣・江上武種を討伐するために出陣したが、武種を支援する神代勝利と戦って長者林の戦いで敗死した。この時、龍造寺隆信は政光からの援軍要請を黙殺し、政光の死を見届けると小田氏の居城蓮池小曲城を攻略したといわれる。
なお、政光の子らは家臣・深町理忠の働きにより落ち延び、のちに小田氏は大友氏の援助により再興したが、政光の子のうち鎮光、賢光は龍造寺隆信によって非業の死を遂げている。肥前小田氏の血筋は隆信に仕えた増光の子孫が残り、のち鍋島氏に仕え存続した。